# یوکیکو میشیما
یوکیکو میشیما (به ژاپنی: 三島有紀子) (زادهٔ ۲۲ آوریل ۱۹۶۹) کارگردان اهل ژاپن است.
نخستین فیلم بلند او، شیسی: مثل ژاپن، بر اساس داستان خالکوبی اثر جون‌ایچیرو تانیزاکی، در سال ۲۰۰۹ منتشر شد. او در سال ۲۰۱۷ جایزه هوچی بهترین کارگردانی را برای فیلم غریبه عزیز دریافت کرد. میشیما همچنین جایزه بزرگ هیئت داوران جشنواره جهانی فیلم مونترآل را برای فیلم شکل سرخ محصول ۲۰۲۰ که اقتباسی از رمان ردو اثر ریو شیماموتو بود، دریافت کرد.

## گزیده فیلم‌شناسی
- شیسی: مثل ژاپن ۲۰۰۹
- غریبه عزیز ۲۰۱۷
- شکل سرخ ۲۰۲۰